# Sericoderus debilis
Sericoderus debilis är en skalbaggsart som beskrevs av Thomas Casey 1900. Sericoderus debilis ingår i släktet Sericoderus och familjen punktbaggar. Inga underarter finns listade i Catalogue of Life.